# O・K!
『O・K!』（オーケー）は、XLのシングル。

## 概要
バンドXLにとって唯一のシングルである本作はテレビ東京系アニメ『発明BOYカニパン』のエンディング・テーマとなった。

## 批評
『CDジャーナル』は、「O・K!」を「デジタル・テクノに乗った、舌足らずの少年声ラップが現れてさらにビックリ」と、カップリング曲「みちばた」は「メロウな打ち込みソウルだし、どれが本性なのか、ちょっと不明なバンド」と評した。

## 収録曲
全曲 作詞・作曲・編曲：XL
1. O・K!
2. みちばた
3. XLのテーマ (EXTRA LONG SIZE)